# Pyrrhogyra anthelea
Pyrrhogyra anthelea är en fjärilsart som beskrevs av Hans Fruhstorfer 1908. Pyrrhogyra anthelea ingår i släktet Pyrrhogyra och familjen praktfjärilar. Inga underarter finns listade.